# Louis-Salvator de Habsbourg-Toscane

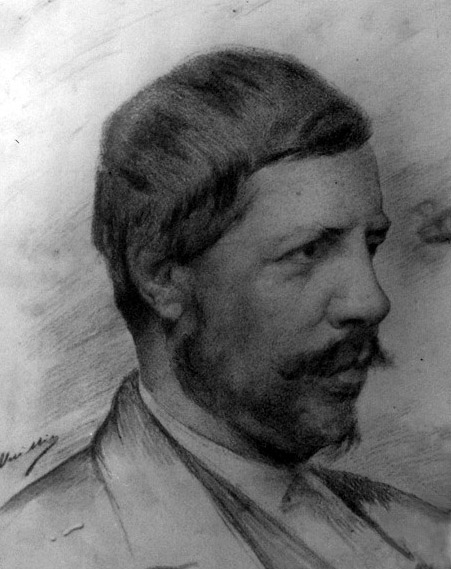
Louis-Salvator

 Louis-Salvator de Habsbourg-Lorraine  (né à Florence le 4 août 1847 et mort le 12 octobre 1915 à Brandýs nad Labem-Stará Boleslav, Bohême) est un prince autrichien, le troisième des quatre fils du grand-duc de Toscane, Léopold II, et de son épouse Marie-Antoinette de Bourbon-Siciles.
En tant que membre de la branche de Toscane de la Maison de Habsbourg-Lorraine, il bénéficia d'une éducation plus libérale que de coutume. Elle faisait appel à la modestie, à la force de travail et à l’intelligence, en bref aux vertus qui devaient marquer de façon décisive sa vie d’adulte. Au lieu de  l'étiquette de cour, le jeune archiduc aimait mieux s’adonner à l’étude de la nature et des langues et s’occuper de son chimpanzé Gorilla.
Quand la famille dut quitter Florence en 1859, à la suite des mouvements révolutionnaires et s’établir au château de Brandýs nad Labem (Brandeis) près de Prague, il sembla tout d’abord que Louis, assoiffé de culture, dut se préparer à de hautes fonctions politiques. Mais le jeune homme, lucide, reconnut bientôt qu'il n'était pas fait pour une carrière de fonctionnaire ou de militaire.
Une tendre idylle naquit entre le jeune archiduc et sa cousine de la branche de Teschen, Mathilde. Pourtant, la princesse fut promise au prince héritier d'Italie. Elle mourut tragiquement en 1867 avant la proclamation de ses fiançailles.

## Appel de la mer
De nombreux voyages dans sa jeunesse lui avaient donné le goût de la mer et des pays du Sud. Après que l’empereur lui eut donné congé, en 1867, Louis-Salvator, sous le nom d'emprunt « Ludwig von Neudorf », se rendit pour la première fois aux Baléares dans le cadre d’un voyage d’étude scientifique. La beauté sauvage de la plus grande des îles, Majorque, et l'amabilité de ses habitants l’impressionnèrent si fort que, trois ans plus tard, il considéra cette île comme sa patrie d’adoption. Il y achète des terres et des demeures ou finques. Il eut ainsi plusieurs résidences sur l'île, parmi lesquels celle de Son Maroig dominant la côte septentrionale.
En 1876, il acheta aussi une villa à Zindis (près de Trieste), où il revint ensuite chaque été jusqu'en 1914. Fier détenteur « du brevet de capitaine au long cours », il acheta la Nixe de 51 mètres de long qui, de son propre aveu, était sans conteste sa vraie maison.

« La passion des voyages est innée en l'homme. Seulement, notre civilisation, les nombreuses contraintes que l’homme s’impose, ont apporté la sédentarité et il n'est pas possible de suivre cet instinct naturel, sauf avec le yacht. On peut avoir à bord sa propre activité, soit  littéraire, soit artistique, soit scientifique, et s’y consacrer le plus activement possible avec tous les moyens nécessaires pour cela et aussi, de temps en temps, détendre son regard par de nouvelles images, ce qui est, en quelque sorte, un moyen de s’aérer l’esprit. Par le biais de nouvelles promenades et de nouvelles excursions, on crée le moyen de se reposer pendant le travail ce que l'on chercherait vainement avec un domicile fixe. »

## Voyage de découverte

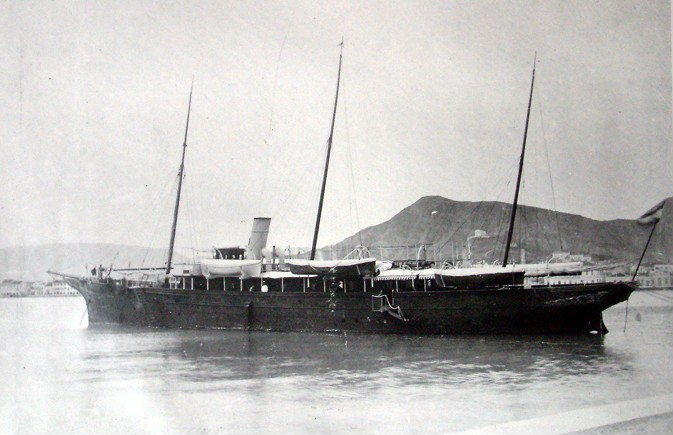
La Nixe II de Louis-Salvator

Avec son « ondine bien-aimée », l'archiduc a sillonné la Méditerranée des décennies durant, généralement avec un équipage d’une vingtaine de personnes, sans compter des chiens, des chats, des oiseaux, des singes ou tout autre bête, si bien que les contemporains appelèrent le navire « l’Arche de Noé ». L’arrivée dans les ports des compagnons de voyage de l'archiduc, bigarrés et hétéroclites, suscitait toujours une intense curiosité.
Outre la navigation, il portait un intérêt particulier à l'étude scientifique des îles et des côtes non encore visitées. À cet effet, il avait conçu un imposant questionnaire d’environ 100 pages du nom de Tabulae Ludovicinae qu'il remettait, arrivé à destination, à des personnalités cultivées qui y résidaient, par exemple le maire, le médecin, l'enseignant, le juge ou l’ecclésiastique. Il leur demandait de rassembler le plus grand nombre possible de données pertinentes dans le domaine de leur métier et de leurs connaissances.
Louis-Savador s’est souvent adonné, accompagné de son secrétaire majorquin Don Antoni Vives et de guides connaissant bien le terrain, à de longues excursions  pendant lesquelles il décrivait dans tous leurs détails, le paysage, la flore, la faune, la population et la culture de ses escales.
Il avait toujours un petit calepin en forme de globe, de quoi écrire et du papier. De cette façon, il se constitua une collection de croquis parfaitement maîtrisés qui illustraient ses descriptions. Louis Salvator rassembla toutes ces informations en de volumineux manuscrits  qu’il fit imprimer, à ses propres frais, chez l’éditeur pragois Mercy sous la forme de livres luxueux. Sur un tirage de 500 exemplaires en moyenne, l’archiduc offrait alors ces éditions rares à des amis, des collaborateurs et à d'autres personnes ou institutions intéressées par son travail.
Grâce à Leo Woerl, l’éditeur renommé de Berlin, quelques-uns de ses ouvrages ont pu être trouvés en librairie.
Les ouvrages scientifiques de Louis Salvator eurent rapidement une renommée internationale et il fut couvert de diplômes et de titres de membre d’honneur de diverses académies et institutions.

## Le chercheur et le chroniqueur de la Méditerranée
« Le plus grand chroniqueur de Méditerranée » souhaitait plus que tout éveiller l'intérêt du public pour des paysages qui, comme il s’en était rendu compte, étaient à tort peu connus et à peine parcourus. Son attention se concentra, plutôt que sur les centres culturels classiques, sur les petites régions méconnues, comme les îles Paxos et Antipaxos, Ithaque, Leucade et Zante, dans la mer Ionienne, ainsi que l'île Lipari appartenant aux îles Éoliennes, au nord de la Sicile, les petites îles de Giglio, d’Ustica et d’Alborán et en particulier celles qu’à l’époque (et qu’aujourd’hui encore on a du mal à s’en faire une idée), étaient largement inconnues, les îles Baléares, Majorque, Minorque, Eivissa (Ibiza) et Formentera.
En 1869, un premier ouvrage fut publié, dédié à son petit-cousin l’empereur François-Joseph Ier et dédicacé en retour. Il était composé de deux volumes doubles et de sept volumes simples, comprenant environ 6 000 pages d’une œuvre monumentale : Les Baléares. Description par le texte et par l’image (Die Balearen geschildert in Wort und Bild). Pour cette œuvre, il reçut la médaille d’or de l’exposition universelle de Paris en 1878.
Presque tout est représenté dans cette monographie célèbre et inégalée jusqu’à ce jour dans sa variété : du plus petit coléoptère et de toute autre bête, toutes les espèces végétales dépendant du climat, l’histoire, le folklore, l'architecture, les descriptions de paysages jusqu'à la description détaillée de la population, par ses métiers, ses chansons, ses poèmes.
Voyageur infatigable, mais aussi ardent chercheur naturaliste et découvreur de cavités cachées à la vue dans les milieux karstiques de Méditerranée, il fut l'ami du spéléologue français d'Edouard Martel, lui permettant de découvrir en 1896 un lac souterrain au fond des grottes du Drach (covas del Drach) au sud de Porto Cristo, sur la côte orientale de Majorque. Il visita un grand nombre de grottes en sa compagnie, en particulier la magnifique grotte d'Arta.

## Entente cordiale entre les peuples
L’archiduc voyageur n'était pas fasciné seulement par la Méditerranée. Les progrès de la technique, qui étaient mis en avant dans les grandes expositions universelles de cette époque, l’avaient également captivé. En 1881, il visita l'exposition universelle de Melbourne, en Australie. Elle enthousiasma ce pacifiste, convaincu de l’effet de tels grands événements pour promouvoir la paix. Dans son petit livre Quelques mots sur l’exposition universelle, paru en 1911 — soit trois ans avant la déclaration de la Première Guerre mondiale —, il écrit : « Combien de préjugés, combien d’idées toutes faites seront réduites à néant par la connaissance d’un autre peuple et de la vie dans son pays. J'affirme que si les différents peuples se connaissaient mieux, il ne se combattraient plus. » Il eut également des idées visionnaires pour l'organisation des espaces à l’exposition universelle, comme l'exigence d’infrastructures accessibles aux handicapés (possibilité de circuler en chaise roulante).

## Deux sensibilités communes
Une affinité particulière a réuni le vagabond princier et l’impératrice Elisabeth (« Sissi ») qui appréciait beaucoup chez l’archiduc sa culture et son excentricité. Elle l’invita deux fois sur son yacht Miramar de Majorque.

## Résidences paradisiaques à Majorque

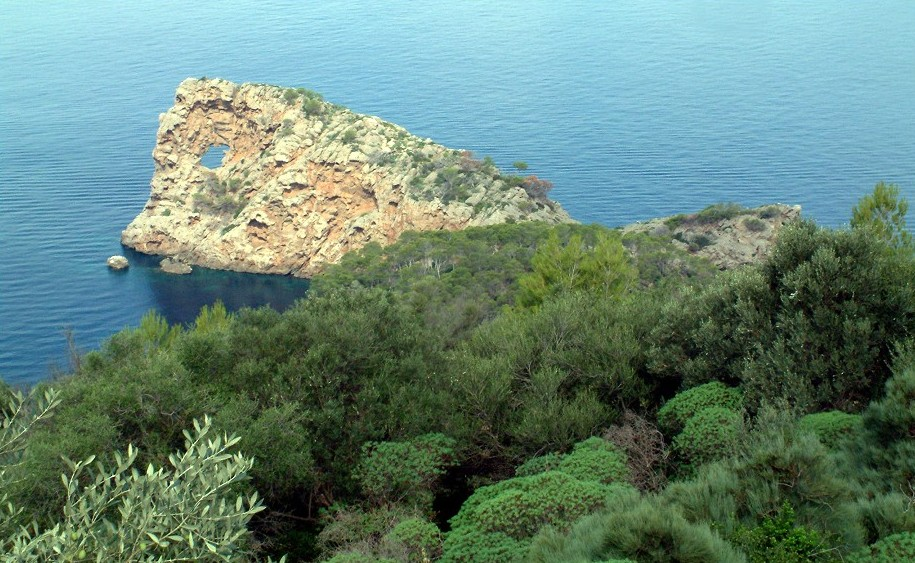
Sa foradada en contrebas de la demeure de l'archiduc.

L’archiduc avait créé à Majorque un véritable paradis : petit à petit, tout au long de 30 années, il avait fait l’acquisition d’une importante longueur de littoral, de 16 km de long et jusqu’à 10 km à l’intérieur des terres, entre Valldemossa et Deià, où il aménage deux de ses résidences préférées à Son Maroig et à Monestir de Miramar à partir de 1872. Sur cette vaste terre protégée, aucun arbre ne pouvait être abattu, aucune maison ne pouvait être construite, et tous les animaux (hormis ceux élevés dans des buts alimentaires) pouvaient y jouir d’une vie paisible jusqu'à leur mort naturelle.
Pour les touristes de cette époque qui voulaient voir cette côte extraordinaire, Louis-Salvator fit aménager spécialement une maison d'hôte, la hospederia « Ca Madò Pilla », dans laquelle les voyageurs pouvaient être logés gratuitement pendant trois jours, sans les repas. De plus il aménagea un sentier ombragé de 12 km de long jusque dans les contreforts de la Serra del Teix, lequel se fond avec bonheur dans le paysage encore aujourd'hui. Aux plus beaux points de vue, il fit ériger des « Miradors », petits murets avec des bancs, d’où l’on pouvait admirer la beauté de la côte et le coucher du soleil.

## L’habit ne fait pas le moine
À Majorque, d’innombrables récits courent encore de nos jours sur le « très estimable roi sans couronne » des Baléares. Des vêtements quelque peu négligés étaient un signe caractéristique de Louis-Salvator. Il fréquentait volontiers la compagnie d’hommes simples, « desquels on peut apprendre souvent plus, que de la plupart des savants » et n’accordait pas d’importance particulière à son aspect extérieur. Il portait des costumes élimés ou de simples tabliers et, parfois, on le prenait, pour son plus grand plaisir, pour un porcher, un marin, un cuisinier ou un ouvrier agricole.
Une fois, il reçut un pourboire d’un paysan majorquin qu’il avait aidé à sortir sa charrette d’une ornière : « Mon premier argent qui soit vraiment à moi » comme il le raconta plus tard avec fierté. À la cour de Vienne, il passait pour un savant original doublé d’un socialiste, et l’on s’amusait beaucoup de son unique uniforme qui, avec les années, était tout rapiécé. L’archiduc répondait avec philosophie aux plaisanteries sur son accoutrement : « mieux vaut la diversité que la monotonie ! »

## Histoires d’alcôves
Beaucoup d’histoires couraient autour de la vie amoureuse hors normes de l’archiduc. Il ne s’était jamais marié et avait succombé totalement, à la fois à l’attrait et à la beauté des Majorquines. La fille d’un menuisier de Deià, Catalina Homar, prit une place particulière dans ce kaléidoscope amoureux. Sous les ailes de son mentor, elle bénéficia d’une excellente éducation, apprit plusieurs langues et devint intendante de son domaine viticole. La petite maison S'Estaca dont l'idée avait germé sur les îles Lipari, était au centre de leur vie. Dans les propriétés attenantes mûrissaient, entre autres, des cépages de Malvoisie dont les vins firent gagner à l’archiduc et à sa vigneronne de nombreux prix dans des foires internationales, même en Amérique. Aujourd’hui, la maison est habitée par Michael Douglas, acteur star d’Hollywood, qui est un admirateur de l’archiduc et qui a mis en place le centre d’information « Costa Nord » à Valldemossa.

## La fin d’une vie bien remplie

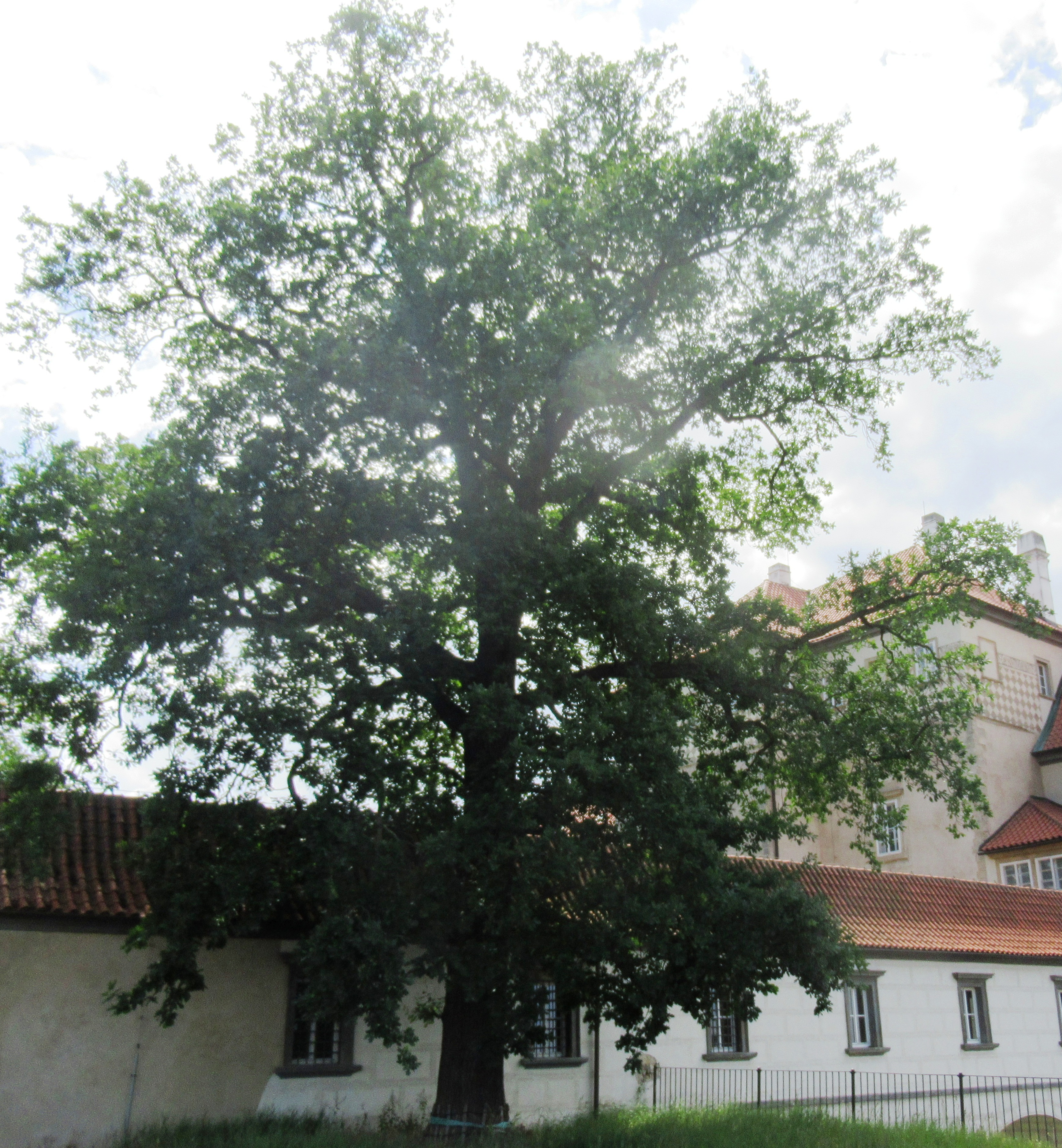
Chêne planté par Louis-Salvator en 1915 au château de Brandeis.

Quand la Première Guerre mondiale éclata en 1914, sa vie créative, riche, inadaptée aux hypocrisies sociales, remplie de liberté et d’amour, arriva à son terme. À la demande express de son cousin l’empereur François-Joseph Ier, il dut regagner l'empire d'Autriche, à Trieste, puis le château de Brandeis (Brandýs nad Labem) en mai 1915. Pendant que la guerre faisait rage et apportait son lot de chagrin et de douleur aux peuples impliqués, l’archiduc, déjà très malade, publia, comme en une protestation silencieuse, son dernier et touchant ouvrage Zärtlichkeitsausdrücke und Koseworte in der friulanischen Sprache (« Expressions de tendresse et mots tendres en frioulan ») avec, en exergue : Magari un pagnut in dìe vuarê-si ben, benedete! : « Un morceau de pain est bien suffisant quand on aime, mon trésor ! ». Louis-Salvator mourut le 12 octobre 1915 à Brandýs nad Labem, loin de sa propriété de Miramar qu’il affectionnait tant, où les rayons du soleil auraient caressé sa tombe de leur lumière d’or, mais le « Diogène de noble extraction », comme l’écrivain espagnol Unamuno l’a nommé, repose, emmuré dans une niche de la crypte impériale (Kapuzinergruft) à Vienne.

## Biographies
- Bartolomé Ferra Juan, El archiduque errante, Miquel Font Editor.
- Juan March Cencillo, El archiduque, José J. Olañeta Editor.
- Jean-Louis Sarthou, L'archiduc sans frontière Jean-Louis_Sarthou#Litt.C3.A9rature, biographie romancée aux éditions du Vieux Caroubier, 2013.